# القليل من المساعدة (فلم 2010)
القليل من المساعدة (بالإنجليزية: A Little Help) فيلم دراما كوميدي أمريكي لعام 2010 من تأليف وإخراج مايكل جيه ويثورن. الفيلم يعرض تجارب أخصائية صحة الأسنان بعد وفاة زوجها الخائن المفاجئ. صدر الفيلم لأول مرة في 21 مايو 2010 في مهرجان سياتل السينمائي الدولي، وفي خريف عام 2010، فاز الفيلم بجائزة أفضل فيلم روائي طويل في مهرجان سان دييغو السينمائي. كان هذا هو الدور الأخير للممثل رون ليبمان قبل وفاته في 6 ديسمبر 2019.

## طاقم التمثيل
- جينا فيشر: في دور لورا بيهلك
- كريس أودونيل: في دور بوب بيهلك
- دانيال يلسكي: في دور دينيس بيهلك
- جيم فلورنتين: في دور بريان
- روب بنديكت: في دور بول هيلمز
- بروك سميث: في دور كاثي هيلمز
- زاك بايج: في دور كايل هيلمز
- دارا كابنر: في دور ويندي هيلمز
- كيم كواتس: في دور ميل كامينسكي
- ليزلي آن وارين: في دور جوان دانينغ
- رون ليبمان: في دور وارن دانينغ
- أردن ميرين: في دور السيدة غالاغر
- جاكوب ليفين: في دور سيث فيلدمان
- عايدة تورتورو: في دور نانسي فيلدمان
- جيمس ريبورن: في دور دكتور برونشتاين
- جوي سوبرانو: في دور جولي كانتوني
- سام ماكموري: في دور بيغ باد دان
- ديون ديموتشي: في دور ديون ديموتشي[6]

## ملخص أحداث الفيلم
أصبح زواج خبيرة صحة الأسنان لورا بيهلك بلا جنس ولا معنى له، لأنها تشرب وتدخن كثيرًا وتخلت عن مظهرها، وتشتبه في أن زوجها يخونها. عندما يموت فجأة، تجد نفسها تلتزم بأختها وأمها المسيطرين، ويدفعها من حولها إلى رفع دعوى قضائية لا تريد متابعتها ضد طبيب زوجها وإرسال ابنها الانطوائي والمضطرب إلى مدرسة النخبة الخاصة التي لا يريدها. تزداد الأمور تعقيدًا عندما تجد أن ابنها قد أخبر زملائه في الدراسة أن والده بطل مات في 9-11، ويعترف صهرها بأنه كان يحبها دائمًا وليس أختها. تصبح لورا بحاجة إلى «القليل من المساعدة» للتعامل مع حياتها.

## استقبال الفيلم
منح موقع الطماطم الفاسدة فيلم «القليل من المساعدة» تقييم مقداره 41% بناء على آراء 44 ناقد فني، كما منحه موقع ميتاكريتيك تقييم مقداره 54% بناء على آراء 21 ناقد.  
كتب بريان تاليريكو على موقع هوليود شيكاغو في 29 يوليو 2011: «على الرغم من الجهود الجبارة التي بذلتها البطلة جينا فيشر وهي تلعب ضد الكتابة كمدخنة، وشرب الأم العازبة حديثًا، فإن القليل من المساعدة هو عبارة عن فوضى»، ومنح الفيلم درجة 2/5.
كتب ويسلي موريس على موقع بوسطن غلوب في 28 يوليو 2011: «ليس الأمر أن جينا فيشر أخطأت في» القليل من المساعدة«، إنها أخطأت في كل شيء آخر: إساءة الاستخدام، والتوجيه الخاطئ، وكراهية البشر»، ومنح الفيلم درجو 1/4.

## وصلات خارجية
- مقالات تستعمل روابط فنية بلا صلة مع ويكي بيانات